# Monpoint Jeune
Borno Monpoint dit Monpoint jeune, général et homme politique haïtien.

## Biographie
Monpoint jeune fut un jeune diplômé quand il commença une carrière militaire, au cours de laquelle il s'éleva jusqu'au rang de général. 
Comme général, il réprima une révolte en mars 1878 contre le président Pierre Théoma Boisrond-Canal.
Après la perte du pouvoir provisoire par le président François Denys Légitime, il a été désigné, le 23 août 1889, comme président du gouvernement provisoire et président par intérim d'Haïti. 
Le 17 octobre 1889 il fut remplacé par le ministre de l'Agriculture, Florvil Hyppolite.